# Pirro Ligorio

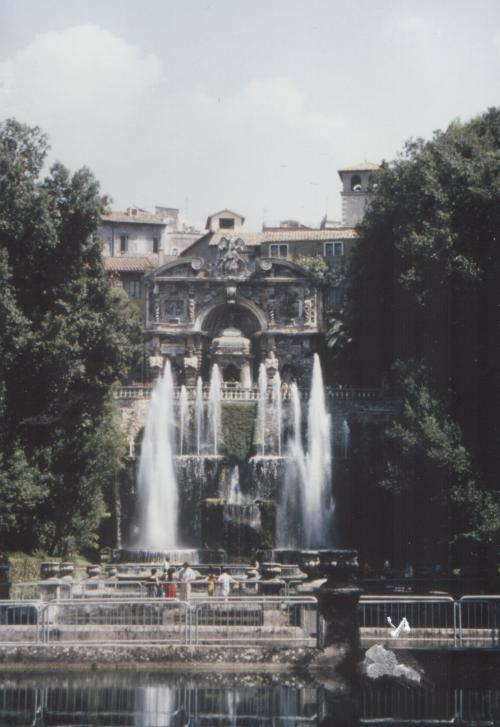
Villa d'Este, Źródło Neptuna i Wodne Organy

Pirro Ligorio (ur. ok. 1510 w Neapolu, zm. 30 października 1583 w Ferrarze) – włoski architekt, malarz, antykwarysta i projektant ogrodów.

## Wybrane Realizacje
Twórca słynnych ogrodów renesansowych, m.in.:
1. Świętego gaju dla księcia Orsiniego w Bomarzo, w którym znajduje się mnóstwo form takich jak:
- grota w formie maski
- budowle: panteon, dom o krzywych ścianach
- rzeźby: syreny, słonie, lwy, smoki, żółwie, sfinksy, pegazy.

2. ogrodów przy Villa d'Este koło Rzymu, z:
- aleją z orłami i fontannami
- rzeźbami (m.in. mamki)